# Henri Abraham
Henri Abraham (París, 1868 -1943) fou un físic jueu francès que va fer importants contribucions a la ciència en ones de ràdio. Va realitzar els primers mesuraments de la velocitat de propagació de les ones de ràdio i va col·laborar en el desenvolupament del primer tríodes a França; juntament amb Eugene Bloch va inventar el 1918 el multivibrador que després ha tingut gran aplicació com a circuit electrònic. Va morir al camp de concentració on havia estat tancat pels nazis.

## Obra publicada
- Les quantités élémentaires d'électricité. Fascicule 1, Ions, électrons, corpuscules, 1905, Gauthier Villars (París)
- Les quantités élémentaires d'électricité. Fascicule 2, Ions, électrons, corpuscules, 1905, Gauthier Villars (París)
- Recueil de constantes physiques, 1913, Gauthier Villars (París)
- Recueil d'expériences élémentaires de physique. Première partie., publié, avec la collaboration de nombreux physiciens. Travaux d'atelier, géométrie et mécanique, hydrostatique, chaleur, 1914, Gauthier Villars (París)
- Recueil d'expériences élémentaires de physique. Seconde partie., publié, avec la collaboration de nombreux physiciens. Acoustique, optique, électricité et magnétisme, 1914, Gauthier Villars (París)